# Trophée de l'Indépendance
Le Trophée de l'Indépendance ou (Uhuru Cup), est une compétition de football au Zimbabwe, fondée en 1980.

## Palmarès
- 1983 : Dynamos FC 2-1 Highlanders FC
- 1984 : Dynamos FC 1-1 (4-3 t.a.b) Black Rhinos
- 1985 :  coupe pour les zones
- 1986 : Highlanders FC 2-1 CAPS United
- 1987 : Black Rhinos 1-0 Airforce
- 1988 : Highlanders FC 1-0 Chapungu United
- 1989 : Zimbabwe Saints 1-0 Dynamos FC
- 1990 : Dynamos FC 3-2 Highlanders FC
- 1991 : Highlanders FC 2-1 CAPS United
- 1992 : CAPS United 1-0 Highlanders FC
- 1993 : CAPS United 1-0 Black Aces FC
- 1994 : Chapungu United 4-1 Eiffel Flats FC
- 1995 : Dynamos FC 5-0 Chapungu United
- 1996 : CAPS United 2-1 Zimbabwe Saints
- 1997 : CAPS United 1-0 Zimbabwe Saints
- 1998 : Dynamos FC 2-0 Highlanders FC
- 1999 : AmaZulu FC 0-0 (7 t.a.b. à 6) Wankie FC
- 2000 :  pas de coupe
- 2001 : Highlanders FC 0-0 (3 t.a.b. à 1) Dynamos FC
- 2002 : Highlanders FC 3-1 Dynamos FC
- 2003 : Black Rhinos 2-1 Highlanders FC
- 2004 : Dynamos FC 2-1 Highlanders FC
- 2005 : Motor Action 2-0 Highlanders FC
- 2006 : Masvingo United 1-1 (3 t.a.b. à 0) CAPS United
- 2007 : Masvingo United 3-0 Highlanders FC
- 2008 : Shooting Stars FC 1-0 Highlanders FC
- 2009 : Njube Sundowns 1-0 Dynamos FC
- 2010 : Dynamos FC 2-0 Highlanders FC
- 2011 : Highlanders FC
- 2012 : FC Platinum
- 2013 : Dynamos FC
- 2014 : FC Platinum
- 2015 : FC Platinum
- 2016 : Chicken Inn FC
- 2017 : Dynamos FC